# قطعنامه ۱۲۵ شورای امنیت
قطعنامه ۱۲۵ شورای امنیت سازمان ملل متحد که در تاریخ ۰۵ سپتامبر ۱۹۵۷ تصویب شد، سندی بین‌المللی دربارهٔ پذیرش اعضای جدید در سازمان ملل: مالایا است. این قطعنامه طی نشست ۷۸۶ام با ۱۱ موافق، ۰ مخالف و ۰ ممتنع تصویب شد.